# Lois de Bjarkey
Les lois de Bjarkey (en suédois bjärköarätt, en norvégien bjarkøyretten) sont un ensemble de lois définissant le statut des villes marchandes médiévales de Scandinavie. Plusieurs de ces textes furent trouvés: le plus ancien est un fragment du XIe siècle ou XIIe siècle concernant la ville de Nidaros (maintenant appelée Trondheim), puis une loi plus complète liée à Bergen en 1276, toutes deux en Norvège. En Suède, des lois de Bjarkey  s'appliquant à Lödöse fut trouvé dans un document de 1345. Cependant, il est probable que l'origine de ce type de lois est plus ancienne, et certains historiens suggèrent que la première ville ayant eu ce statut était Birka et que le nom du document proviendrait du nom de cette ville.
Les lois de Bjarkey sont souvent interprétées comme les prédécesseurs des statuts de ville (voir villes de Suède et villes de Norvège) qui donnaient à certaines localités un droit exclusifs au commerce et à l'artisanat.